# NGC 4125
NGC 4125 是在天龍座的一個橢圓星系。